# Natalia Golasowska
Natalia Golasowska (ur. 23 lipca 1984) – polska piłkarka grająca na pozycji obrońcy, reprezentantka Polski.
Występowała m.in. w KS Goleszów (wychowanka), RKP Rybnik, Zamet Strzybnica, Czarnych Sosnowiec (finalistka Pucharu Polski 2004/2005), Sparcie Lubliniec, Golu Częstochowa obecnie w Starówce Nowy Sącz.
W reprezentacji w sumie 7 meczów. Debiutowała 19 marca 2005. Uczestniczka eliminacji do MŚ 2007 (3 mecze).